# Elezioni governatoriali negli Stati Uniti d'America del 2010
Le elezioni governatoriali negli Stati Uniti d'America del 2010 si sono tenute il 2 novembre e insieme alle elezioni parlamentari hanno costituito le cosiddette elezioni di metà mandato (Midterm Elections) a metà del primo mandato del Presidente Barack Obama. Sono stati eletti i governatori di 36 Stati su 50 e quelli di 3 territori non incorporati oltre al sindaco di Washington, che fa da governatore del distretto. Le ultime elezioni governatoriali regolari per tutti questi stati si erano tenute nel 2006. I governatori del New Hampshire e del Vermont vengono eletti ogni due anni, pertanto le elezioni più recenti in questi stati si erano tenute nel 2008.
Nelle elezioni ha prevalso il Partito Repubblicano, che ha vinto in 23 stati su 36, mentre il Partito Democratico ha vinto in 13. Il Partito Democratico ha visto ribaltare 11 Stati su 18 in cui governava, nei quali ha prevalso il candidato repubblicano. Gli Stati che i democratici hanno sottratto ai repubblicani sono stati la California, il Minnesota, il Vermont, le Hawaii e il Connecticut.
Ad oggi, quella del 2010 è l'ultima elezione in cui i democratici hanno vinto le elezioni governatoriali in Arkansas e in cui un repubblicano ha vinto le elezioni in Pennsylvania. Si tratta inoltre delle ultime elezioni in cui un candidato esterno ai due partiti principali ha conquistato la carica di governatore del Rhode Island.

## Stati
| Stato            | Governatore uscente   | Governatore uscente       | Democratici               | Repubblicani                                                           | Altri                                              | Governatore eletto   | Governatore eletto    |
| ---------------- | --------------------- | ------------------------- | ------------------------- | ---------------------------------------------------------------------- | -------------------------------------------------- | -------------------- | --------------------- |
| Alabama          |                       | Bob Riley (R)             | Ron Sparks — 42,1%        | Robert J. Bentley — 57,9%                                              |                                                    |                      | Robert J. Bentley (R) |
| Alaska           | Sean Parnell (R)      | Ethan Berkowitz — 37,7%   | Sean Parnell — 59,1%      | Don Wright (I) — 1,9% Billy Toien (L) — 1,1%                           | Sean Parnell (R)                                   |                      |                       |
| Arizona          | Jan Brewer (R)        | Terry Goddard — 42,4%     | Jan Brewer — 54,3%        | Barry Hess (L) — 2,2%                                                  | Jan Brewer (R)                                     |                      |                       |
| Arkansas         |                       | Mike Beebe (D)            | Mike Beebe — 64,4%        | Jim Keet — 33,6%                                                       | Jim Lendall (V) — 1,9%                             |                      | Mike Beebe (D)        |
| California       |                       | Arnold Schwarzenegger (R) | Jerry Brown — 53,8%       | Meg Whitman — 40,9%                                                    |                                                    | Jerry Brown (D)      |                       |
| Carolina del Sud | Mark Sanford (R)      | Vincent Sheheen — 46,9%   | Nikki Haley — 51,4%       | Morgan B. Reeves — 1,5%                                                |                                                    | Nikki Haley (R)      |                       |
| Colorado         |                       | Bill Ritter (D)           | John Hickenlooper — 51,1% | Dan Maes — 11,1%                                                       | Tom Tancredo (C) — 36,4%                           |                      | John Hickenlooper (D) |
| Connecticut      |                       | Jodi Rell (R)             | Dan Malloy — 49,5%        | Thomas C. Foley — 49,0%                                                | Thomas E. Marsh (I) — 1,5%                         | Dan Malloy (D)       |                       |
| Dakota del Sud   | Mike Rounds (R)       | Scott Heidepriem — 38,5%  | Dennis Daugaard — 61,5%   |                                                                        |                                                    | Dennis Daugaard (R)  |                       |
| Florida          |                       | Charlie Crist (I)         | Alex Sink — 47,7%         | Rick Scott — 48,9%                                                     | Peter Allen — 2,3%                                 | Rick Scott (R)       |                       |
| Georgia          |                       | Sonny Perdue (R)          | Roy Barnes — 43,0%        | Nathan Deal — 53,0%                                                    | John Monds (L) — 4,0%                              | Nathan Deal (R)      |                       |
| Hawaii           | Linda Lingle (R)      | Neil Abercrombie — 57,8%  | Duke Aiona — 40,8%        |                                                                        |                                                    | Neil Abercrombie (D) |                       |
| Idaho            | Butch Otter (R)       | Keith G. Allred — 32,9%   | Butch Otter — 59,3%       | Jana M. Kemp (I) — 5,9% Ted Dinlap (L) — 1,3%                          |                                                    | Butch Otter (R)      |                       |
| Illinois         |                       | Pat Quinn (D)             | Pat Quinn — 46,8%         | Bill Brady — 45,9%                                                     | Scott Lee Cohen (I) — 3,6% Rick Whitney (V) — 3,7% |                      | Pat Quinn (D)         |
| Iowa             | Chet Culver (D)       | Chet Culver — 43,2%       | Terry Branstad — 52,8%    | Jonathan Narcisse — 1,9% Eric Cooper (L) — 1,3%                        |                                                    | Terry Branstad (R)   |                       |
| Kansas           | Mark Parkinson (D)    | Tom Holland — 32,2%       | Sam Brownback — 63,3%     | Andrew P. Gray (L) — 2,7% Kenneth W. Cannon — 1,9%                     | Sam Brownback (R)                                  |                      |                       |
| Maine            | John Baldacci (D)     | Libby Mitchell — 18,8%    | Paul LePage — 37,6%       | Eliot Cutler (I) — 35,9% Shawn Moody (I) — 5,0% Kevin Scott (I) — 1,0% | Paul LePage (R)                                    |                      |                       |
| Maryland         | Martin O'Malley (D)   | Martin O'Malley — 56,2%   | Robert Ehrlich — 41,8%    |                                                                        |                                                    | Martin O'Malley (D)  |                       |
| Massachusetts    | Deval Patrick (D)     | Deval Patrick — 48,4%     | Charlie Baker — 42,0%     | Tim Cahill (I) — 8,0% Jill Stein (V) — 1,4%                            | Deval Patrick (D)                                  |                      |                       |
| Michigan         | Jennifer Granholm (D) | Virg Bernero — 39,9%      | Rick Snyder — 58,1%       |                                                                        |                                                    | Rick Snyder (R)      |                       |
| Minnesota        |                       | Tim Pawlenty (R)          | Mark Dayton — 43,6%       | Tom Emmer — 43,2%                                                      | Tom Horner (I) — 11,9%                             |                      | Mark Dayton (D-DFL)   |
| Nebraska         | Dave Heineman (R)     | Mike Meister — 26,1%      | Dave Heineman — 73,9%     |                                                                        |                                                    | Dave Heineman (R)    |                       |
| Nevada           | Jim Gibbons (R)       | Rory Reid — 41,6%         | Brian Sandoval — 53,4%    |                                                                        | Brian Sandoval (R)                                 |                      |                       |
| New Hampshire    |                       | John Lynch (D)            | John Lynch — 52,6%        | John Stephen — 45,0%                                                   | John Babiarz (L) — 2,2%                            |                      | John Lynch (D)        |
| New York         | David Paterson (D)    | Andrew Cuomo — 63,1%      | Carl Paladino — 33,5%     | Howie Hawkins (V) — 1,3% Warren Redlich (L) — 1,1%                     | Andrew Cuomo (D)                                   |                      |                       |
| Nuovo Messico    | Bill Richardson (D)   | Diane Denish — 46,6%      | Susana Martinez — 53,3%   |                                                                        |                                                    | Susana Martinez (R)  |                       |
| Ohio             | Ted Strickland (D)    | Ted Strickland — 47,0%    | John Kasich — 49,0%       | Ken Matesz (L) — 2,4% Dennis Spisak (V) — 1,5%%                        | John Kasich (R)                                    |                      |                       |
| Oklahoma         | Brad Henry (D)        | Jari Askins — 39,5%       | Mary Fallin — 60,5%       |                                                                        | Mary Fallin (R)                                    |                      |                       |
| Oregon           | Ted Kulongoski (D)    | John Kitzhaber — 49,3%    | Chris Dudley — 47,0%      | Greg Kord (C) — 1,4% Wes Wagner (L) — 1,3%%                            |                                                    | John Kitzhaber (D)   |                       |
| Pennsylvania     | Ed Rendell (D)        | Dan Onorato — 45,5%       | Tom Corbett — 54,5%       |                                                                        |                                                    | Tom Corbett (R)      |                       |
| Rhode Island     |                       | Donald Carcieri (R)       | Frank T. Caprio — 23,1%   | John Robitaille — 33,6%                                                | Lincoln Chafee (I) — 36,1% Ken Block — 6,5%        |                      | Lincoln Chafee (I)    |
| Tennessee        |                       | Phil Bredesen (D)         | Mike McWherter — 33,1%    | Bill Haslam — 53,3%                                                    |                                                    |                      | Bill Haslam (R)       |
| Texas            |                       | Rick Perry (R)            | Bill White — 42,3%        | Rick Perry — 55,0%                                                     | Kathie Glass (L) — 2,2%                            | Rick Perry (R)       |                       |
| Vermont          | James H. Douglas (R)  | Peter Shumlin — 49,4%     | Brian Dubie — 47,7%       |                                                                        |                                                    | Peter Shumlin (D)    |                       |
| Wisconsin        |                       | Jim Doyle (D)             | Tom Barrett — 46,5%       | Scott Walker — 52,3%                                                   |                                                    |                      | Scott Walker (R)      |
| Wyoming          | Dave Freudenthal (D)  | Leslie Petersen — 22,9%   | Matt Mead — 65,7%         | Taylor Haynes (I) — 7,3% MIke Wheeler (L) — 2,9%                       | Matt Mead (R)                                      |                      |                       |

## DC e Territori
| Territorio              | Governatore uscente | Governatore uscente | Democratici            | Repubblicani        | Altri                                                           | Governatore eletto | Governatore eletto  |
| ----------------------- | ------------------- | ------------------- | ---------------------- | ------------------- | --------------------------------------------------------------- | ------------------ | ------------------- |
| Distretto di Columbia   |                     | Adrian Fenty (D)    | Vincent Gray — 74,2%   | —                   | Write-in — 22,4% Carlos Allen (I) — 1,7% Faith Diane (V) — 1,1% |                    | Vincent C. Gray (D) |
| Guam                    |                     | Felix Camacho (R)   | Carl Gutierrez — 49,4% | Eddie Calvo — 50,6% |                                                                 |                    | Eddie Calvo (R)     |
| Isole Vergini Americane |                     | John de Jongh (D)   | John de Jongh — 56,3%  | —                   | Kenneth Mapp — 43,6%                                            |                    | John de Jongh (D)   |